# Resan till Amerika – Fievel i vilda västern
Resan till Amerika – Fievel i vilda västern (engelska: An American Tail: Fievel Goes West) är en amerikansk animerad film som hade biopremiär i USA den 22 november 1991. Den är regisserad av Phil Nibbelink och Simon Wells.

## Handling
Den immigrerade musfamiljen Muskewitz har slagit sig ner i Amerika. När deras problem med diverse katter till slut blir för stort bestämmer de sig för att resa västerut. Men på tågresan blir familjens son, Fievel Muskewitz, separerad från resten av familjen – igen.

## Om filmen
- Uppföljare till Resan till Amerika av Don Bluth.
- James Stewarts sista roll.

## Rollista (i urval)

### Engelska röster
- Phillip Glasser – Fievel Muskewitz
- Cathy Cavadini – Tanya Muskewitz
- Erica Yohn – mamma Muskewitz
- Nehemiah Persoff – pappa Muskewitz
- Dom DeLuise – Tiger
- Amy Irving – Miss Kitty
- James Stewart – Wille Slurp
- John Cleese – Katt A. Strof
- Jon Lovitz – Chula

### Svenska röster
- Samuel Elers-Svensson – Fievel Muskewitz
- Emilie Kempe – Tanya Muskewitz
- Lena-Pia Bernhardsson – mamma Muskewitz
- Jan Nygren – pappa Muskewitz
- Allan Svensson – Tiger
- Eva Bysing – Miss Kitty
- Thomas Hellberg – Wille Slurp
- Johan Ulveson – Katt A. Strof
- Andreas Nilsson – Chula
- Jan Sjödin – kattbov 1
- Stephan Karlsén – kattbov 2
- Sång – Emilie Kempe
- Översättning och regi – Doreen Denning
- Sångtexter – Ingela "Pling" Forsman
- Musikalisk ledning – Liza Öhman
- Svensk version producerad av Barrefelt Produktion AB[2]

### Fotnoter
1. ↑  ”An American Tail: Fievel Goes West” (på engelska). Box Office Mojo. 29 november 1991. http://www.boxofficemojo.com/movies/?id=fievelgoeswest.htm. Läst 27 augusti 2016.
2. ↑  ”Resan till Amerika 2: Fievel i Vilda Västern - Svenska röster och credits”. Dubbningshemsidan. https://www.dubbningshemsidan.se/credits/fievelivildavastern/. Läst 9 juli 2024.